# Orliaguet
Orliaguetkorábbi község Franciaországban, Dordogne megyében. Lakosainak száma 109 fő (2019. január 1.). Orliaguet Pechs-de-l’Espérance községgel határos.
2022. január 1-jén Cazoulès és Peyrillac-et-Millac korábbi községgel egyesült és az így létrejött Pechs-de-l’Espérance új község része lett.

## Népesség
A település népességének változása:
| Lakosok száma | 57   | 67   | 69   | 90   | 85   | 101  | 103  | 114  | 108  | 109  |
|               | 1968 | 1975 | 1990 | 1999 | 2006 | 2013 | 2015 | 2016 | 2018 | 2019 |